# 777 Гутемберга
777 Гутемберга (777 Gutemberga) — астероїд головного поясу, відкритий 24 січня 1914 року.
Тіссеранів параметр щодо Юпітера — 3,139.